# Обойма швидкого заряджання револьверів
Обойма для швидкого заряджання револьверних барабанів (англ. moon clip) — металева конструкція круглої або зіркоподібної форма яка призначена для утримання разом декількох набоїв для одночасного заряджання або розряджання револьверного барабану. Обойма може утримувати усі набої (англ. full moon clip), половину (англ. half-moon clip) або лише два сусідніх. Обойми на два набої можна використовують для револьверів з непарною кількістю камор, наприклад п'ять або сім, також це дає змогу стрільцю заряджати різні набої фланцеві та безфланцеві у один барабан (наприклад, 2 сусідніх набої .45 ACP, 2 набої .45 Colt та 2 набої .410 у 6-зарядний барабан S&W Governor).
Обойма допомагає використовувати безфланцеві набої у револьверах подвійної дії (де зазвичай використовують фланцеві набої) або швидко зарядити револьвер фланцевими набоями. Їх зазвичай виробляють з ресорно-пружинної сталі, є також пластикові версії обойм. На відміну від прискорювача заряджання (англ. speedloader), обойма залишається на місці під час стрільби, а після стрільби допомагає вийняти порожні гільзи.

## Історія
Сучасні обойми з'явилися незадовго до Першої світової війни (приблизно у 1908). Обойма швидко поширилася після війни, через те що не було можливості виробити велику кількість нових навпівавтоматичних пістолетів M1911, щоб задовольнити потреби війни. Військовий департамент США попрохав Smith & Wesson та Colt знайти можливість використовувати безфланцеві набої M1911 .45 ACP у своїх револьверах. В результаті з'явився револьвер M1917, який використовував обойму для заряджання стандартних набоїв .45 ACP. Smith & Wesson розробили та запатентували навпівобойму, але запит армії дозволив Colt'у також створити власну версію револьверу M1917.
У 2003, Beckham Product Design створили RIMZ полімерну обойму для RIMZ 625 який використовує набої 45ACP. Ця пластикова обойма була створена для заряджання і розряджання набоїв без додаткових інструментів. У 2005, було розроблено RIMZ 25 для заміни старих версій револьверів під набій 45ACP таких як револьвери 1917 S&W та Colt. Незабаром RIMZ 25 пішов слідом за RIMZ 610 (під 10 мм та .40cal набої) та RIMZ 646 (.40cal)

## Швидкість
За допомогою обойм швидкість заряджання більша ніж за допомогою прискорювача заряджання. Джеррі Мікулек, найкращий стрілець з револьвера IPSC, вистрілив шість набоїв з револьверу .45 ACP, перезарядив його і знов вистрілив по мішені розміром 152×280 мм на дистанції 4,6 м за три секунди. Ця швидкість була досягнута за допомогою обойми, яка дозволила швидко і надійно викинути порожні гільзи і швидко перезарядити всі шість камор одночасно.

## Використання
Моделі револьверів які пристосовані для використання обойм:
- 9 мм Парабелум
  - S&W Model 940
  - Ruger SP101
  - Ruger Speed-Six
- .38 Special/.357 Magnum

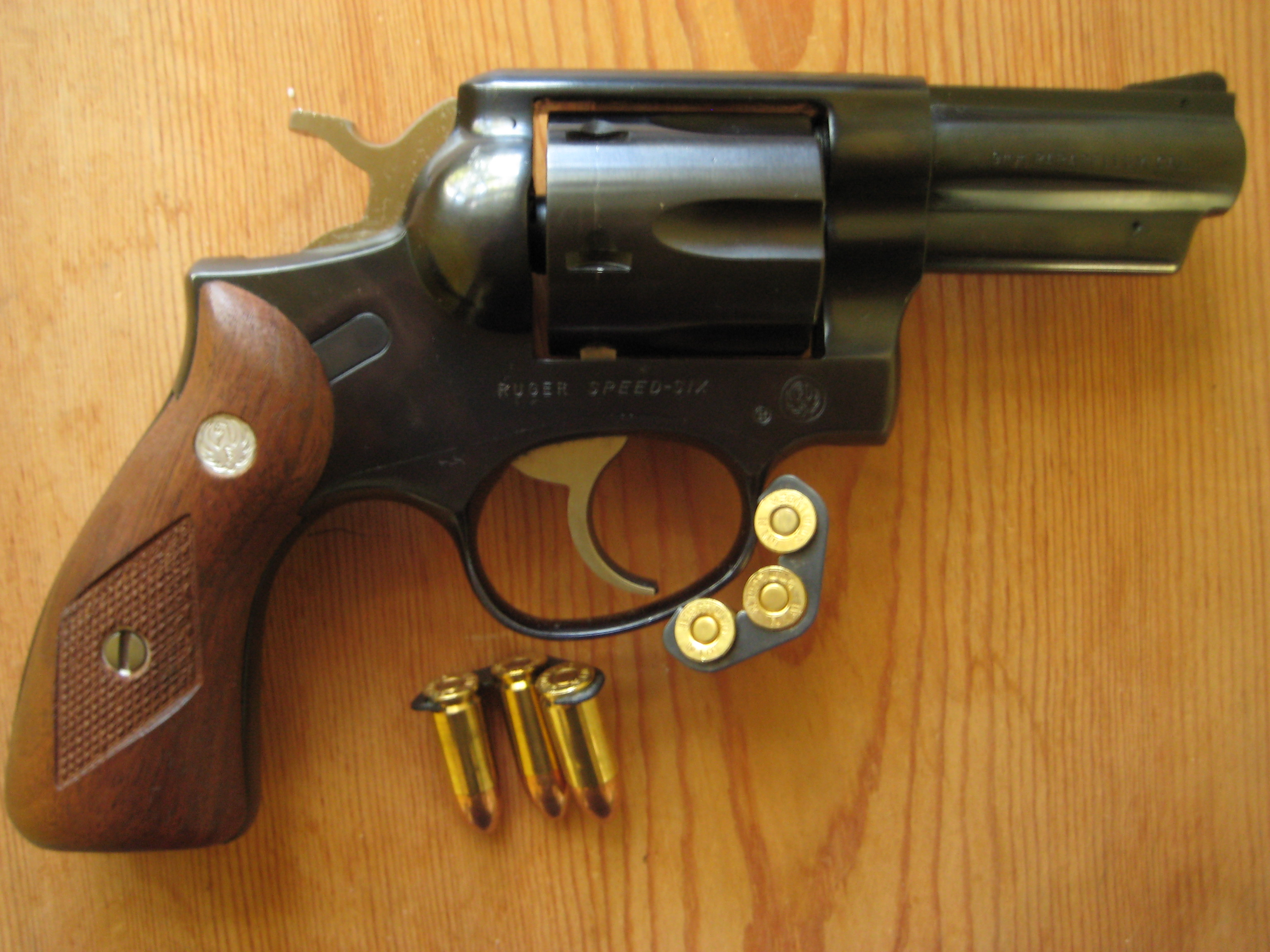
Рідкісний варіант Ruger Speed Six під набій 9 мм Парабелум, використовував напівобойму для безфланцевих набоїв

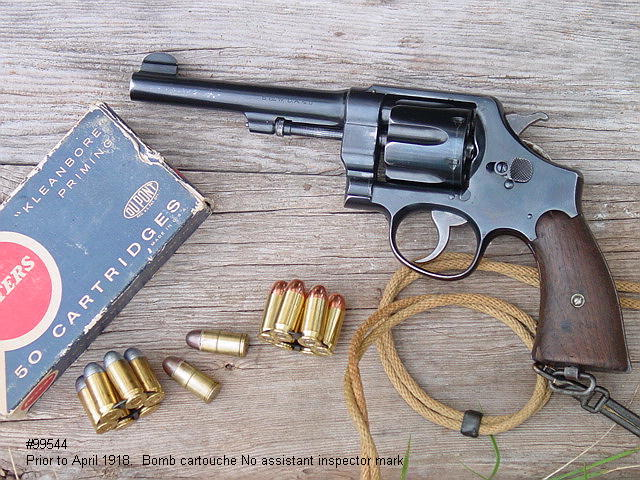
Револьвер Smith & Wesson 1917 з обоймою і двома набоями від автоматичного пістолету

  - S&W Model 27 (після 1996 8-зарядні варіанти)
- 10 мм Auto/.40 S&W
  - S&W Model 610
- .40 S&W
  - S&W Model 646
- .45 ACP
  - M1917 revolver
  - Ruger Redhawk[5],[6],[7],[8]
  - S&W Model 22
  - S&W Models 25 (для синіх) та 625 (для нержавіючих)
  - S&W Governor
  - Револьвер Webley (Перероблений від набій .45 ACP загальний, небезпечна переробка, через те що тиск від .45 ACP перевищує максимальний тиск допустимий для барабанів у револьверах Уеблей.)
- 7,62×41,5 мм SP-4
  - Стечкін ОЦ-38